# Avena prostrata
Avena prostrata är en gräsart som beskrevs av Ladiz. Avena prostrata ingår i släktet havren, och familjen gräs. Inga underarter finns listade i Catalogue of Life.